# Oeceoclades seychellarum
Espèce
Statut de conservation UICN

 EX  : Éteint
Statut CITES
Oeceoclades seychellarum est une espèce de plantes à fleurs de la famille des Orchidaceae. C'est une orchidée endémique des Seychelles.
Elle est considérée comme éteinte.